# Vera Lúcia Salgado

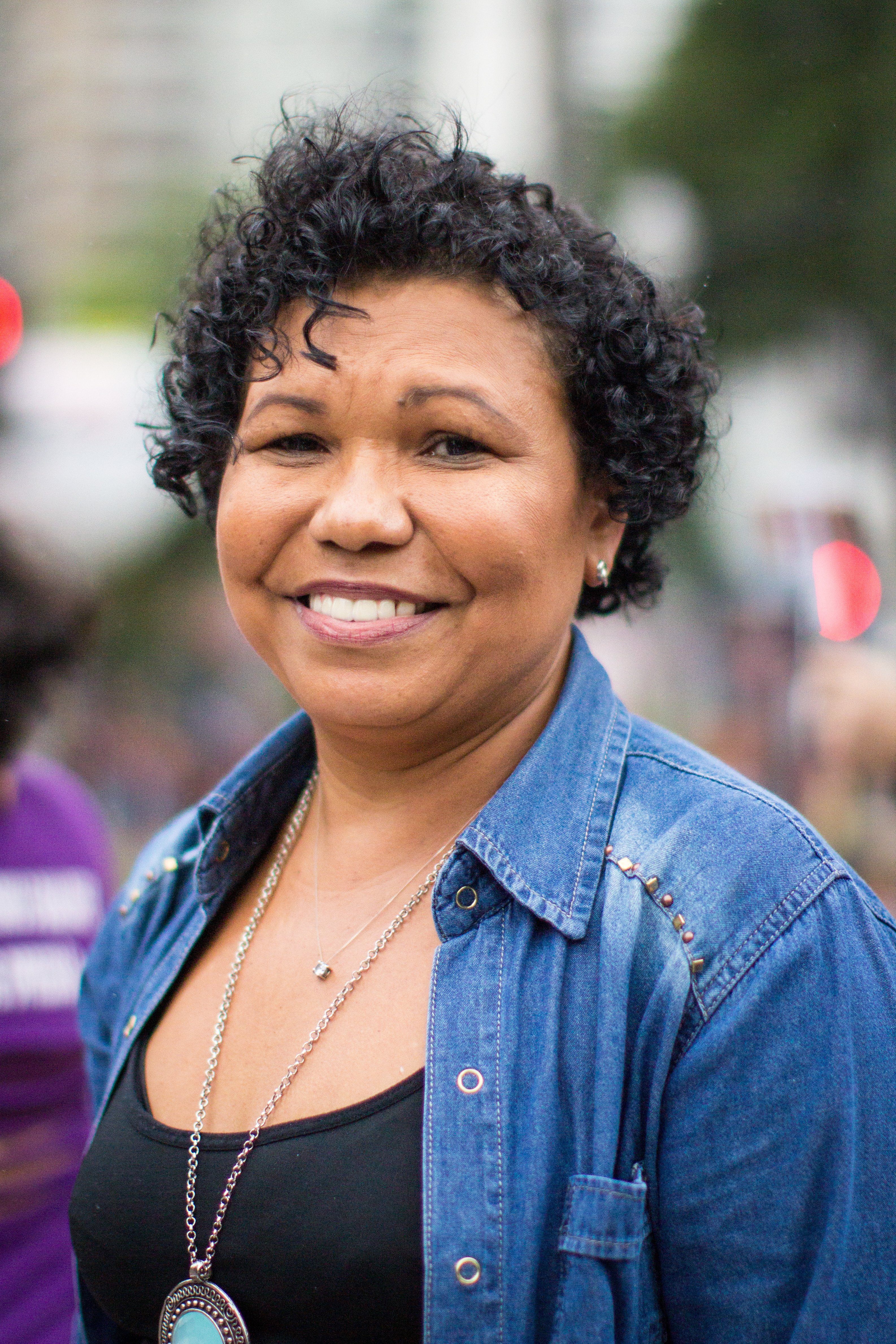
Vera Lúcia, 2018

Vera Lúcia Pereira da Silva Salgado (* 12. September 1967 in Inajá, Pernambuco), politisch bekannt als Vera Lúcia, ist eine brasilianische linksextremistische Politikerin und Aktivistin. Sie war nominierte Präsidentschaftskandidatin der Wahlen in Brasilien 2018 für den Partido Socialista dos Trabalhadores Unificado (PSTU) und Präsidentschaftskandidatin für die Wahlen in Brasilien 2022.

## Leben
Vera Lúcia Salgados Familie zog, als sie elf Jahre alt war, von Pernambuco in die Hauptstadt Aracaju des Bundesstaates Sergipe. Mit 14 Jahren begann ihr Arbeitsleben, zunächst mit Jobs als Kellnerin, Putzfrau oder Schreibkraft, dann im Alter von 19 Jahren als Arbeiterin in der Schuhindustrie. Hier wurde sie gewerkschaftlich aktiv, sie war in den Partido dos Trabalhadores (PT) eingetreten, auf Grund ihrer Militanz jedoch 1992 wieder ausgeschlossen worden. 1993/94 nahm sie an der Gründung des PSTU teil. Sie gehört politisch dem linksextremen Spektrum an. An der Universidade Federal de Sergipe hatte sie Sozialwissenschaften studiert.
Mehrfach hatte sie sich erfolglos für ein politisches Amt beworben: 2004, 2008 und 2012 als Stadtpräfektin (Bürgermeisterin) für den Munizip Aracaju, 2006 auch als Kandidatin für die Abgeordnetenkammer im Nationalkongress, erhielt hier nur 3756 Stimmen.
Für die Präsidentschaftswahl in Brasilien 2018 war sie als Präsidentschaftskandidatin nominiert worden, sie erreichte nur 55.762 oder 0,05 % der gültigen Stimmen.

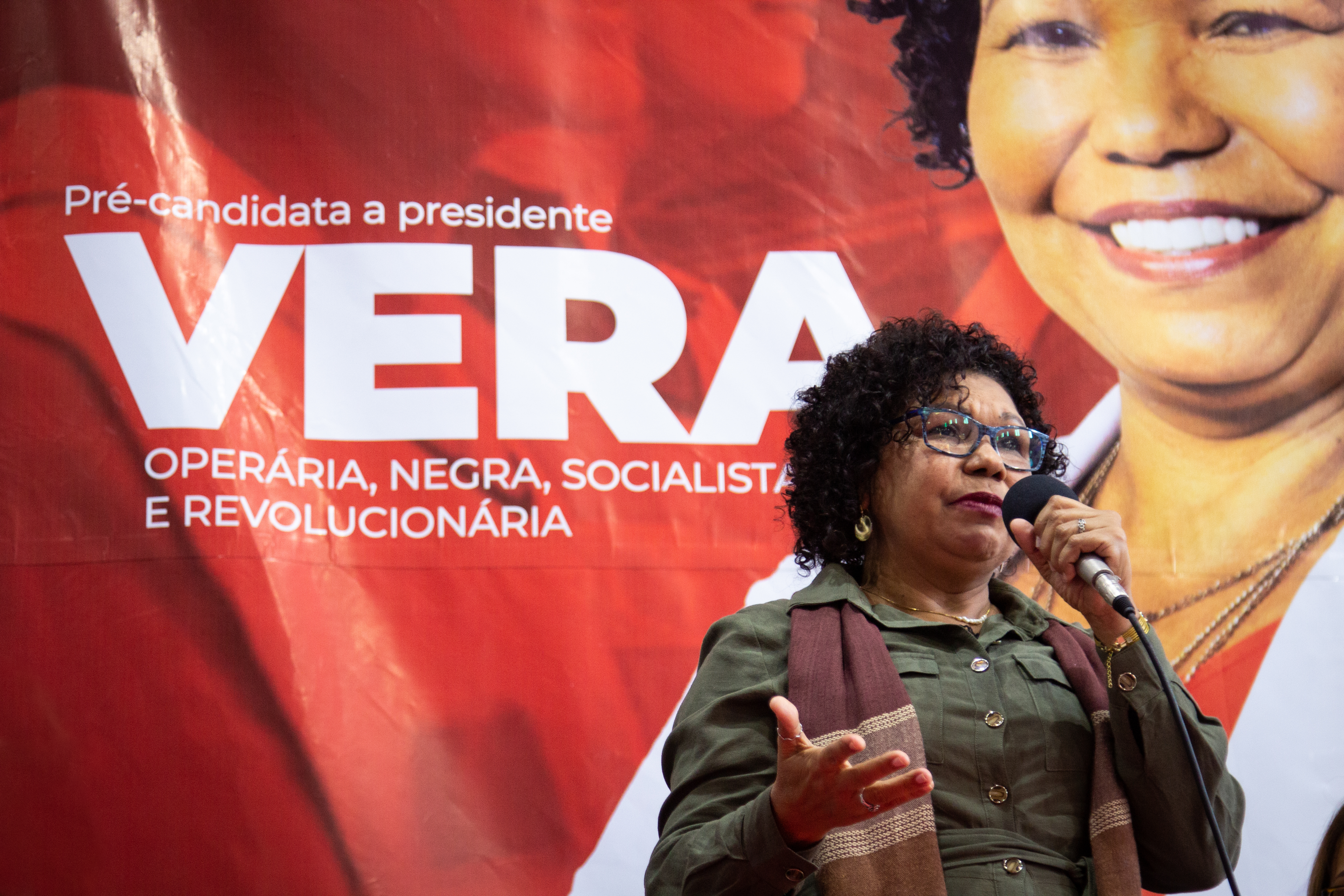
Vera als Präsidentschaftskandidatin von PSTU

Danach bewarb sie sich bei der Kommunalwahl 2020 als Stadtpräfektin für São Paulo. Sie erreichte 3052 oder 0,06 % der abgegebenen 5.338.786 Stimmen.
Sie trat bei der Präsidentschaftswahl in Brasilien 2022 erneut für ihre Partei an. Ihre Kandidatin für das Vizepräsidentschaftsamt war die indigene Kunã Yporã Tremembé (Raquel Tremembé).
Am Wahltag, dem 2. Oktober 2022, erreichte sie mit 25.623 oder 0,02 % der gültigen Stimmen den zehnten Rang.